# Dianthus inoxianus
Dianthus inoxianus är en nejlikväxtart som beskrevs av M.J. Gallego. Dianthus inoxianus ingår i släktet nejlikor, och familjen nejlikväxter. Inga underarter finns listade i Catalogue of Life.